# Sina Schielke
Sina Schielke (Alemania, 19 de mayo de 1981) es una atleta alemana especializada en la prueba de 4 x 100 m, en la que ha logrado ser subcampeona europea en 2002.

## Carrera deportiva
En el Campeonato Europeo de Atletismo de 2002 ganó la medalla de plata en los relevos 4 x 100 metros, con un tiempo de 42.54 segundos, tras Francia (oro) y por delante de Rusia, siendo sus compañeras de equipo: Melanie Paschke, Gabi Rockmeier y Marion Wagner.